# USS Instill (AM-252)
USS Instill (AM-252) – trałowiec typu Admirable służący w United States Navy w czasie II wojny światowej. Służył na północnym Atlantyku. Wziął także udział w wojnie koreańskiej.
Okręt został zwodowany 5 marca 1944 w stoczni Savannah Machine & Foundry Co. w Savannah (Georgia), matką chrzestną była Lydia G. Mehoffey. Jednostka weszła do służby 22 maja 1944, pierwszym dowódcą został Lt. Charles A. Hardy, USNR.
Brał udział w działaniach II wojny światowej. Oczyszczał z min wody Dalekiego Wschodu po wojnie. Brał udział w wojnie koreańskiej. Sprzedany w październiku 1962 Meksykowi, gdzie służył jako DM-10.